# Нзоя (река)
Нзоя (на суахили: Mto wa Nzoia) е река в Кения, извираща от връх Елгон и вливаща се в езерото Виктория в близост до Порт Виктория.
Реката е с обща дължина от 257 км, течението ѝ върви в посока от юг на запад.
Има особена важност в Западна Кения, защото тече през район, населен от около 1,5 милиона души. Водите ѝ целогодишно се използват за напоителни, индустриални и битови нужди. По време на дъждовния период водите на Нзоя заливат най-ниските части на Западната провинция и спомагат за насищането на почвите със седимент, който допринася за добрата реколта в района.
Основните замърсители на Нзоя са фабриките за хартия и захар, разположени в окръг Бунгома, в частност около индустриалния център Уебуйе. Въпреки че природните дадености на реката позволяват по течението ѝ да бъдат разположени водноелектрически централи към този момент все още няма проекти за построяването на такива. Нзоя е известна и с множеството си водопади.